# Ichneumon nyassae
Ichneumon nyassae es una especie de insecto del género Ichneumon de la familia Ichneumonidae del orden Hymenoptera.

Fue descrita científicamente en el año 1967 por Heinrich.
Es endémico de Tanzanía.